# Питирим (патриарх Московский)
Патриарх Питири́м (ум. 19 апреля 1673 года, Москва) — патриарх Московский и всея Руси (июль 1672 — апрель 1673). Был приближённым патриарха Никона и после его низложения был одним из претендентов на патриарший престол. Однако его избрали только после смерти патриарха Иоасафа II.

## Биография
Был уроженцем города Суздаля, постриженником суздальского Спасо-Евфимиева монастыря. С 1650 года — архимандрит Спасо-Евфимиева монастыря. В 1654 году переведён в московский Новоспасский монастырь.
2 декабря 1655 года патриархом Никоном был поставлен митрополитом Сарским и Подонским. Сарский и Подонский митрополит фактически исполнял роль управляющего делами при патриархе.
Когда Никон оставил патриарший престол, то как митрополит Сарский стал исполнять его обязанности, но без титула патриаршего местоблюстителя; действовал без сношений с Никоном, но «по государеву царёву указу».
В 1662 году, в Неделю православия, был анафематствован Никоном ввиду самовольного поставления им в мае 1661 года блюстителем Киевской митрополии (в ведении Константинопольского патриархата) епископа Мстиславского и Оршанского Мефодия Филимоновича, управления им одновременно тремя епархиями (патриаршей, Сарской и Суздальской), прекращения поминания имени Никона на литургии и наказания священников, продолжавших поминать Никона, а также из-за предпринятого им весной 1659 «шествия на осляти» в Вербное воскресенье, что Никон полагал прерогативой патриарха.
5 августа 1664 года был соборно избран «на высочайшую степень великого Нова Града и Великих Лук митрополита».

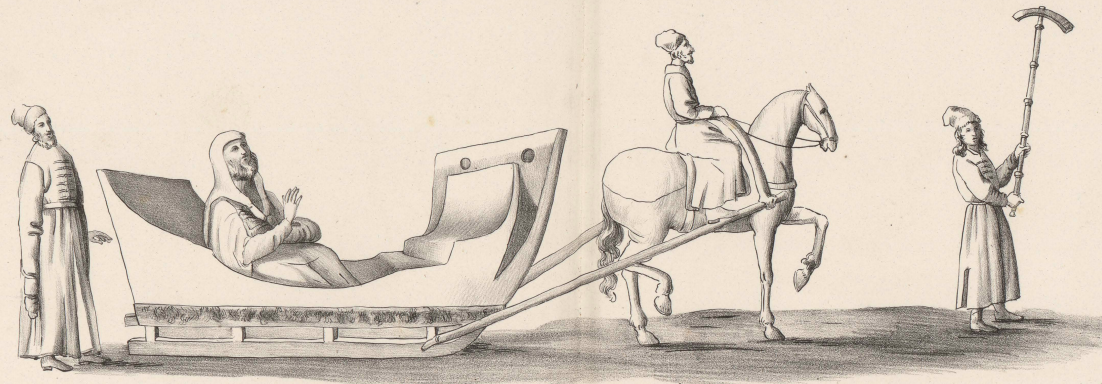
Портрет Питирима в бытность митрополитом Сарским и Подонским из альбома Мейерберга, 1661—1662

Во время суда над Никоном (1666) председательствовал на соборе до приезда восточных патриархов Александрийского Паисия и Антиохийского Макария III, был в числе обвинителей Никона и одним из первых поддержал извержение того из сана, надеясь, очевидно, занять патриарший престол, в чём не успел: патриархом в январе 1667 года был избран Иоасаф.
Только 7 июля 1672 года был возведён на патриарший престол, будучи уже весьма болен; к делам управления был призван митрополит Иоаким. В том же году крестил в московском Чудовом монастыре будущего императора Российского Петра I.
Заступился перед царём за боярыню Феодосию Морозову и сестру её княгиню Евдокию Урусову, пребывавших в заточении за «сумасбродную лютость» в защите «старой веры», предлагая царю вернуть ей дом и имение; царь счёл предложение неуместным.
После десятимесячного патриаршества, 19 апреля 1673 года скончался. Погребён в Успенском соборе Московского Кремля.
Художественно выполненный и украшенный резьбой стакан, принадлежавший патриарху Питириму, хранится в настоящее время в экспозиции Оружейной палаты (зал 1, витрина 7).

## В кино
Сергей Кудимов воплотил образ патриарха Питирима в российском сериале «Раскол».